# ويليام مارتن (دراج)
ويليام مارتن (بالفرنسية: Guillaume Martin)‏ (و. 1993  م) هو راكب دراجة هوائية، من فرنسا، ولد في باريس، شارك في سباق طواف فرنسا 2017، وطواف فرنسا 2018، مركز لعبه هو متخصص التسلق ‏.

## التعليم
تعلم في جامعة غرب باريس نانتير لاديفونس، وتحصل منها على ماجستير ‏.

### سباقات أو مراحل فاز بها
| التاريخ        | السباق                                       | المركز                                                                     |
| -------------- | -------------------------------------------- | -------------------------------------------------------------------------- |
| 13 أغسطس 2013  | طواف أين 2013                                | السابع في تصنيف أفضل شاب                                                   |
| 30 أغسطس 2014  | تور دي أفينير 2014                           | الخامس في تصنيف الجبال                                                     |
| 18 أبريل 2015  | لييج-باستون-لييج تحت سنة 2015                | الفائز في التصنيف العام                                                    |
| 15 أغسطس 2015  | طواف أين 2015                                | الرابع في تصنيف أفضل شاب، الثامن في تصنيف الجبال                           |
| 29 أغسطس 2015  | تور دي أفينير 2015                           | العاشر في التصنيف العام، الثاني في تصنيف الجبال                            |
| 01 مايو 2016   | طواف روماندي 2016                            | السابع في تصنيف أفضل شاب                                                   |
| 09 يوليو 2016  | طواف النمسا 2016                             | الثاني في التصنيف العام، السادس في تصنيف النقاط                            |
| 13 أغسطس 2016  | طواف أين 2016                                | الرابع في التصنيف العام، السادس في تصنيف النقاط                            |
| 19 فبراير 2017 | طواف عمان 2017                               | السادس في تصنيف أفضل شاب                                                   |
| 30 أبريل 2017  | طواف روماندي 2017                            | الثامن في تصنيف أفضل شاب                                                   |
| 28 مايو 2017   | 2017 Tour du Jura                            | الثالث في التصنيف العام، السادس في تصنيف الجبال                            |
| 24 سبتمبر 2017 | 2017 Ronde van Gevaudan Languedoc-Roussillon | الفائز في التصنيف العام                                                    |
| 27 سبتمبر 2017 | جيرو دي توسكانا 2017                         | الفائز في التصنيف العام                                                    |
| 06 أبريل 2018  | سباق حلبة دي لا سارث 2018                    | الفائز في التصنيف العام                                                    |
| 21 سبتمبر 2019 | ميموريال ماركو بانتاني 2019                  |                                                                            |
| 02 فبراير 2020 | فولتا سان خوان 2020                          | الأول في تصنيف الجبال، السابع في التصنيف العام                             |
| 08 نوفمبر 2020 | طواف إسبانيا 2020                            | الأول في تصنيف الجبال، المرتبة 14 في التصنيف العام، الخامس في تصنيف النقاط |
| 24 مايو 2021   | 2021 Mercan'Tour Classic Alpes-Maritimes     | الفائز في التصنيف العام                                                    |
| 11 أغسطس 2022  | طواف أين 2022                                | الفائز في التصنيف العام                                                    |
| 15 أبريل 2023  | تور دو جورا - فرنسا 2023                     |                                                                            |

## روابط خارجية
- ويليام مارتن على موقع الاتحاد الدولي للدراجات (الإنجليزية)
- ويليام مارتن على موقع أرشيف الدراجات (الإنجليزية)
- ويليام مارتن على موقع إحصائيات الدراجات الإحترافية (الإنجليزية)
- ويليام مارتن على موقع نسبة الدراجات (الإنجليزية)
- ويليام مارتن على موقع CycleBase (الإنجليزية)
- ويليام مارتن على موقع أوليمبيديا (الإنجليزية)